# Rue du Faubourg-Saint-Jacques
La rue du Faubourg-Saint-Jacques est une voie située dans le quartier du Montparnasse du 14e arrondissement de Paris.

## Situation et accès
La rue du Faubourg-Saint-Jacques est accessible par la station Saint-Jacques de la ligne 6 et par la gare de Port-Royal du RER B.

## Origine du nom
La rue du Faubourg-Saint-Jacques doit son nom au fait qu'elle traversait le hameau situé à l'extérieur situé au-delà de la porte Saint-Jacques du mur d'enceinte qui desservait la chapelle Saint-Jacques, où les religieux Dominicains, frères Prêcheurs, dits depuis Jacobins, s'établirent. Le faubourg est primitivement un quartier « fors le bourg » (de l'ancien français « fors », issu du latin foris, « en dehors » et de borc, « bourg », forsborc vers 1200, forbours vers 1260).

## Historique

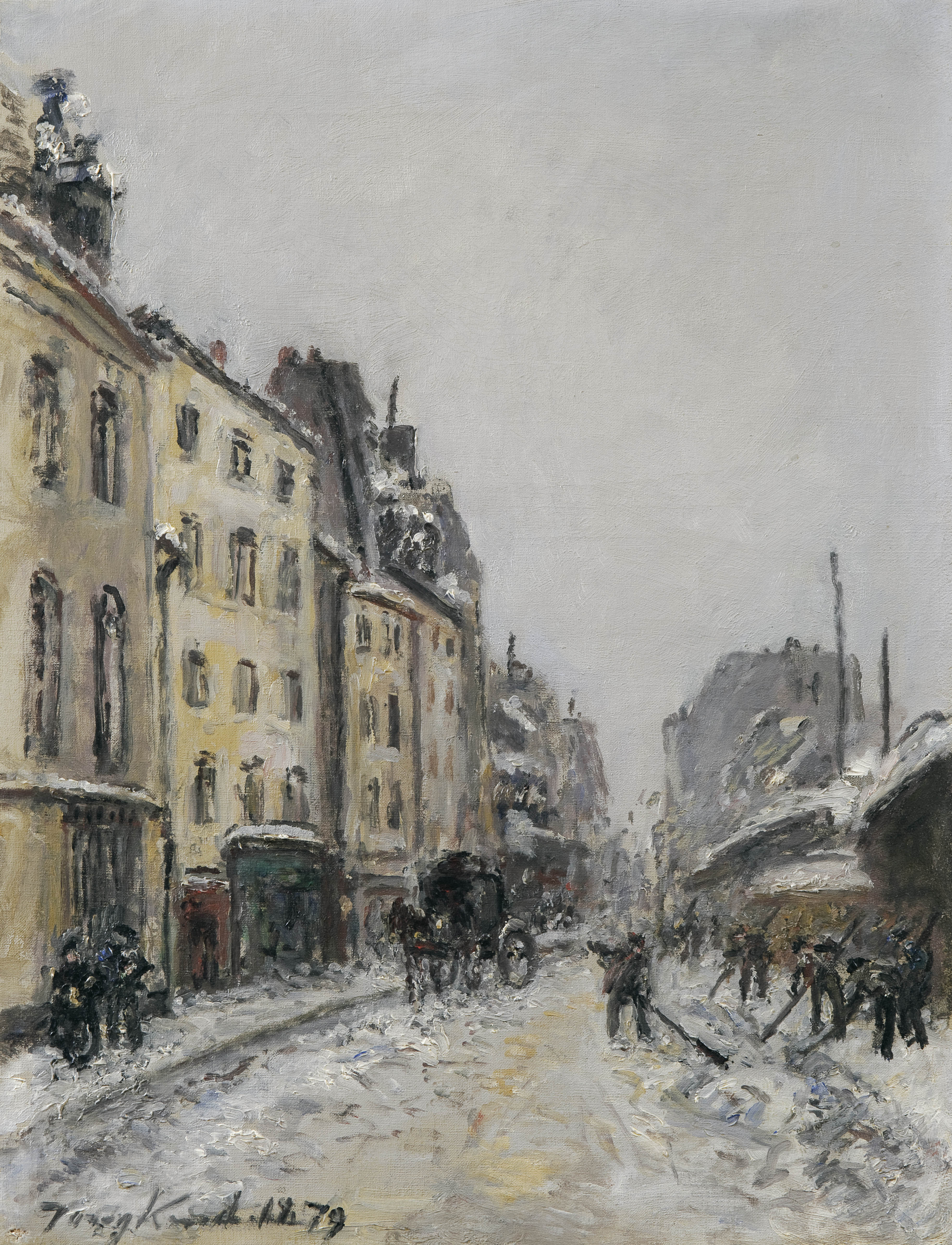
Rue du Faubourg-Saint-Jacques à Paris
Johan Barthold Jongkind, 1879
Fondation Custodia, Paris.

Cette voie est l'une des plus anciennes de Paris puisqu'elle est dans la continuité de la rue Saint-Jacques qui constituait le prolongement du cardo maximus du temps de Lutèce et la route reliant la ville à Rome. 
Il est cité sous le nom de « Grand rue du faulxbourg Saint Jacques » dans un manuscrit de 1636.
Pendant la Révolution, elle porta le nom de « rue de l'Observatoire ».
Jusqu'en 1806, elle débutait à l'ancienne porte Saint-Jacques de l'enceinte de Philippe Auguste dont l'emplacement était situé à l'angle de la rue des Fossés-Saint-Jacques, puis aux rues de la Bourbe et des Capucins, ensuite au boulevard de Port-Royal réalisé  de 1857 à 1867 qui  a absorbé ces anciennes rues. 
Elle se termine place Saint-Jacques, à l'emplacement de l'ancienne barrière Saint-Jacques sur l'enceinte des Fermiers-Généraux établie en 1784 sur le boulevard Saint-Jacques construit vers 1760 comme élément des boulevards du Midi et se prolonge par la rue de la Tombe Issoire.
En 1832, cette place devient par arrêté préfectoral le lieu des exécutions publiques au moyen de la guillotine à Paris, la place de Grève n'étant plus jugée adaptée. D'autres lieux sont ensuite utilisés jusqu'à la dernière exécution publique en France, celle du tueur en série Eugène Weidmann en 1939.

## Bâtiments remarquables et lieux de mémoire
- Nos 2 à 14 : le portail (1888) à l'extrémité septentrionale de la rue du faubourg Saint-Jacques (no 2) formant l'angle avec le boulevard de Port-Royal (précédemment « rue de la Bourbe ») est un vestige de l'ancienne « maison et école d'accouchement » de la maternité de Port-Royal, établie en 1814 dans l'ancienne abbaye de Port-Royal de Paris. Sa vocation était double : d'une part, secourir et accoucher les femmes sans soutien familial qui étaient majoritairement des « filles-mères » abandonnées, et d'autre part, assurer la formation des sages-femmes[3].
- No 7 : dans la cour, un immeuble construit par Robert Mallet-Stevens vers 1930 dans le style international[4].
- No 22 : l'Institut Cochin
- Nos 27 à 47 : l'hôpital Cochin dont l'accès principal se trouve au no  27.
- No 38 : hôtel de Massa, ancien hôtel particulier Thiroux de Montsauge, siège de la Société des gens de lettres (SGDL). La partie ouest de son jardin bénéficie d'une vue imprenable sur l'Observatoire de Paris.
  - L’arrêté de nivellement, du 30 juin 1867, prescrit l’abaissement de la rue pour l’adapter au boulevard Arago. Des traces de cette opération sont visibles dans la différence de parements du mur de soutènement de l’hôtel de Massa et du jardin de l’Observatoire[5].
- Au-delà du jardin de l'hôtel de Massa, la rue longe la clôture du jardin de l'Observatoire. Celui-ci est accessible par le 96, boulevard Arago.
- Sur la grille du jardin de l’Observatoire, à l’angle avec le boulevard Arago, la plaque de rue conserve les impacts de balles tirées lors de la Libération de Paris[6].
- No 57 : maison-mère du noviciat central de la congrégation des sœurs de Saint-Joseph de Cluny, fondée en 1805.
- No 72 : la sculptrice Lucienne Signoret-Ledieu (1858-1904) y demeura.
- No 75 : la Faculté libre de théologie protestante a été inaugurée en 1879 par Jules Ferry.
- No 77 : immeuble en brique présentant un dessus-de-porte en forme de cartouche sculpté, en pierre, avec l'inscription gravée du nom d'une société civile, « L'Avenir du prolétariat », société philanthropique d'assistance mutuelle fondée en 1893.
En face, sur la place de l'Île-de-Sein, subsiste le socle de la statue (disparue) d'Arago. Une soupe populaire s'y tient ponctuellement où se rendent des personnes démunies ou sans domicile fixe.
- No 81 : emplacement de l’ancienne remise où était entreposée la guillotine[7].

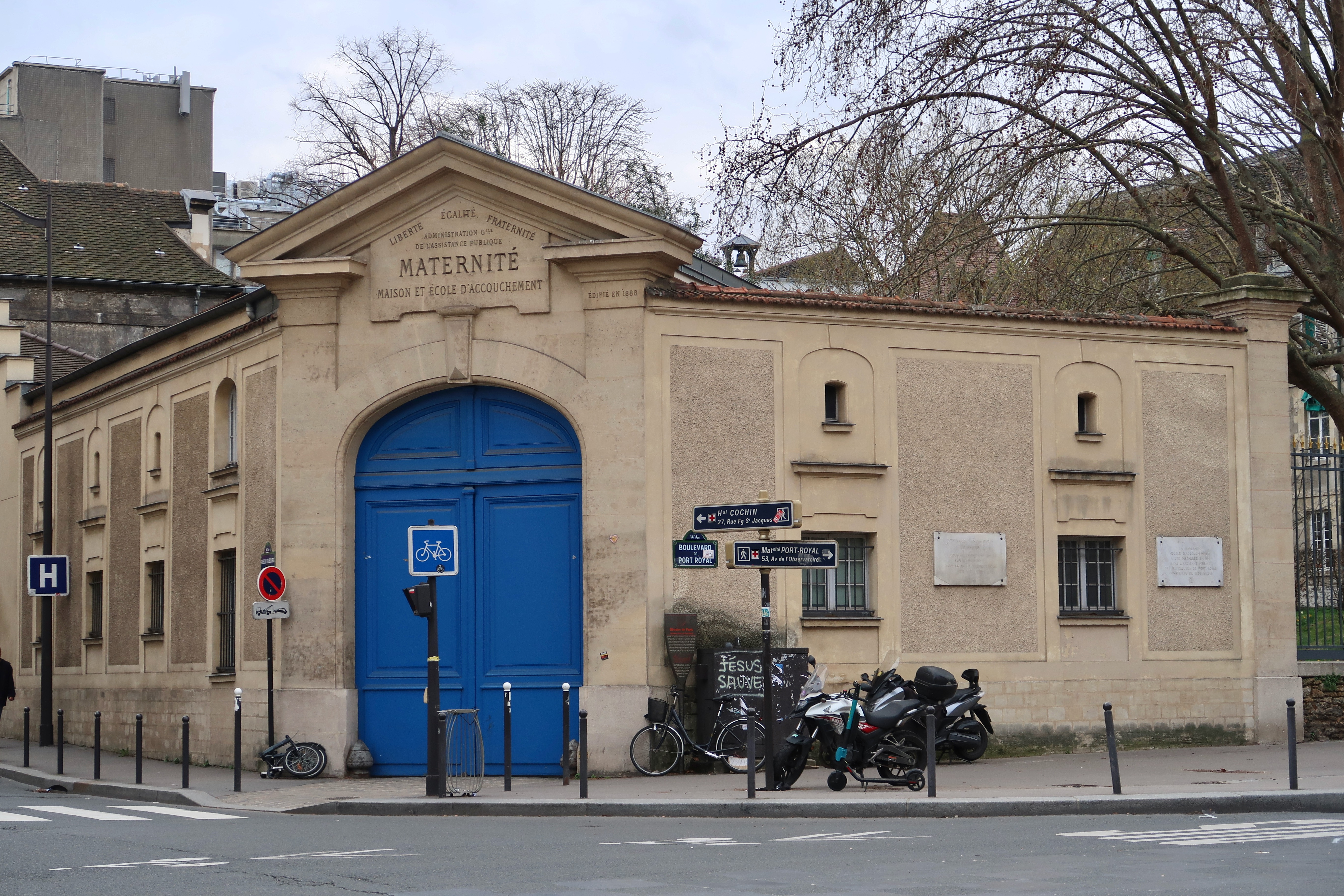
No 2 Portail de l'ancienne maternité de Port-Royal.
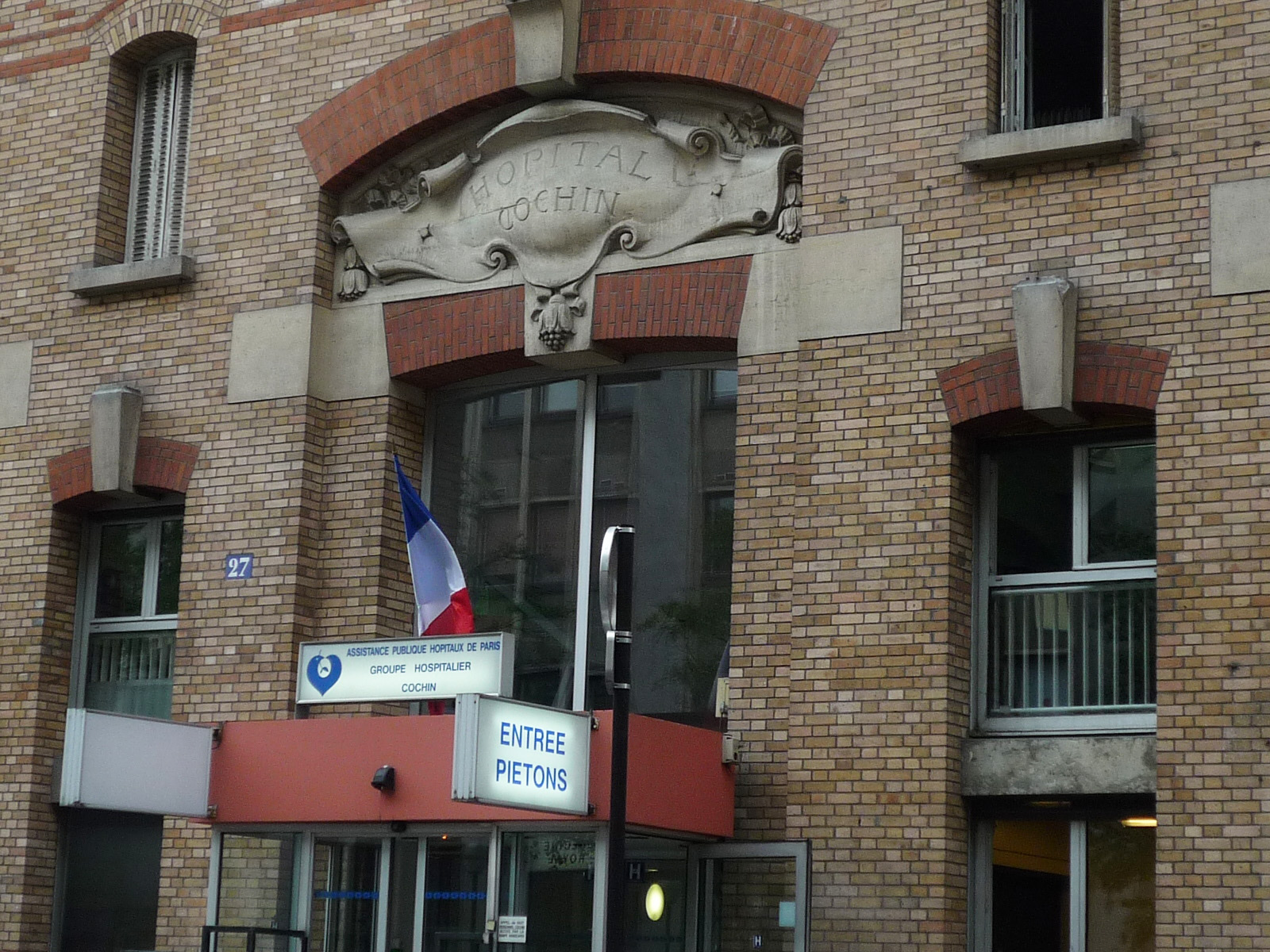
No 27 Entrée principale de l'hôpital Cochin.
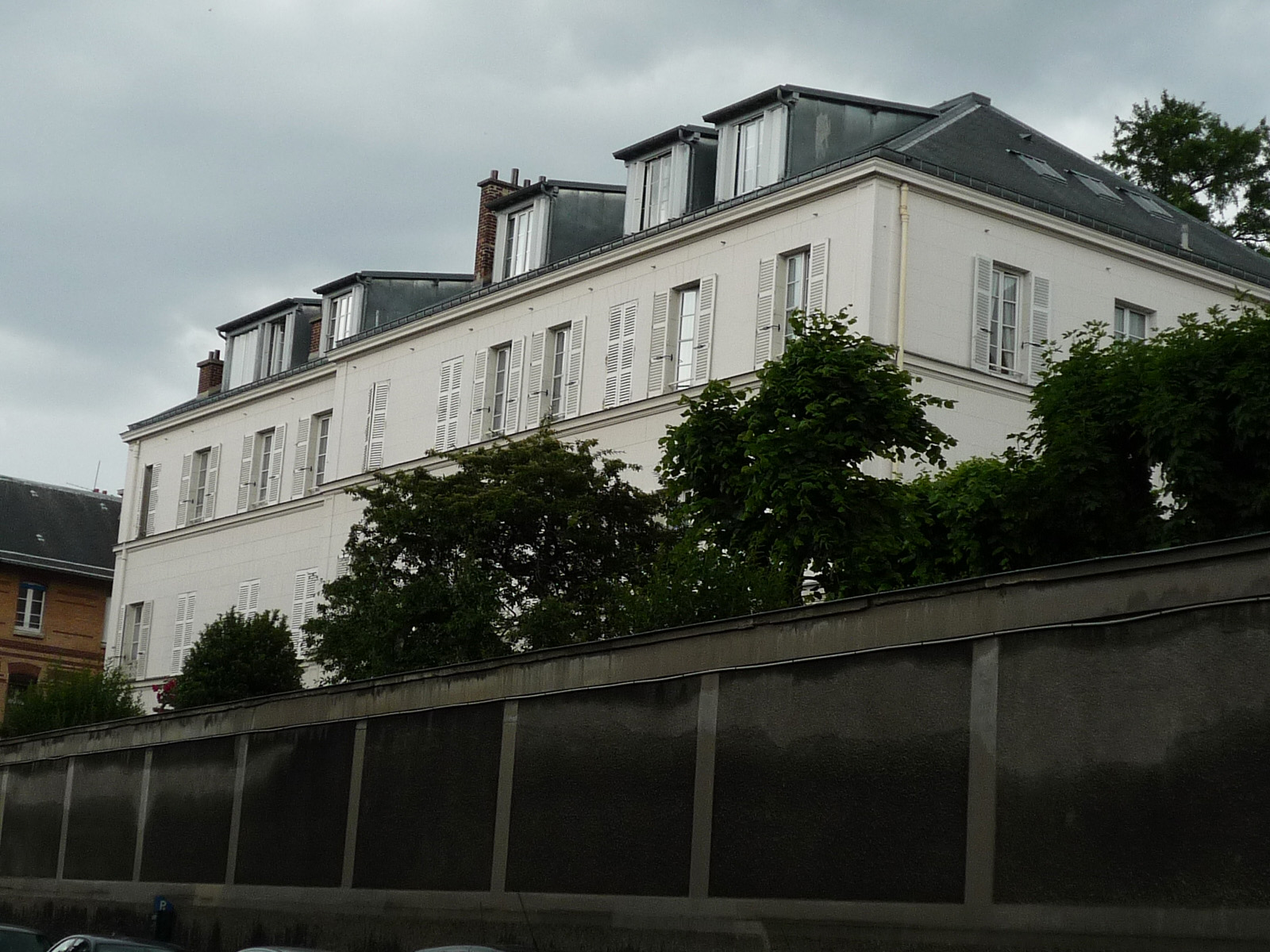
No 57 Noviciat des sœurs de Saint-Joseph de Cluny.
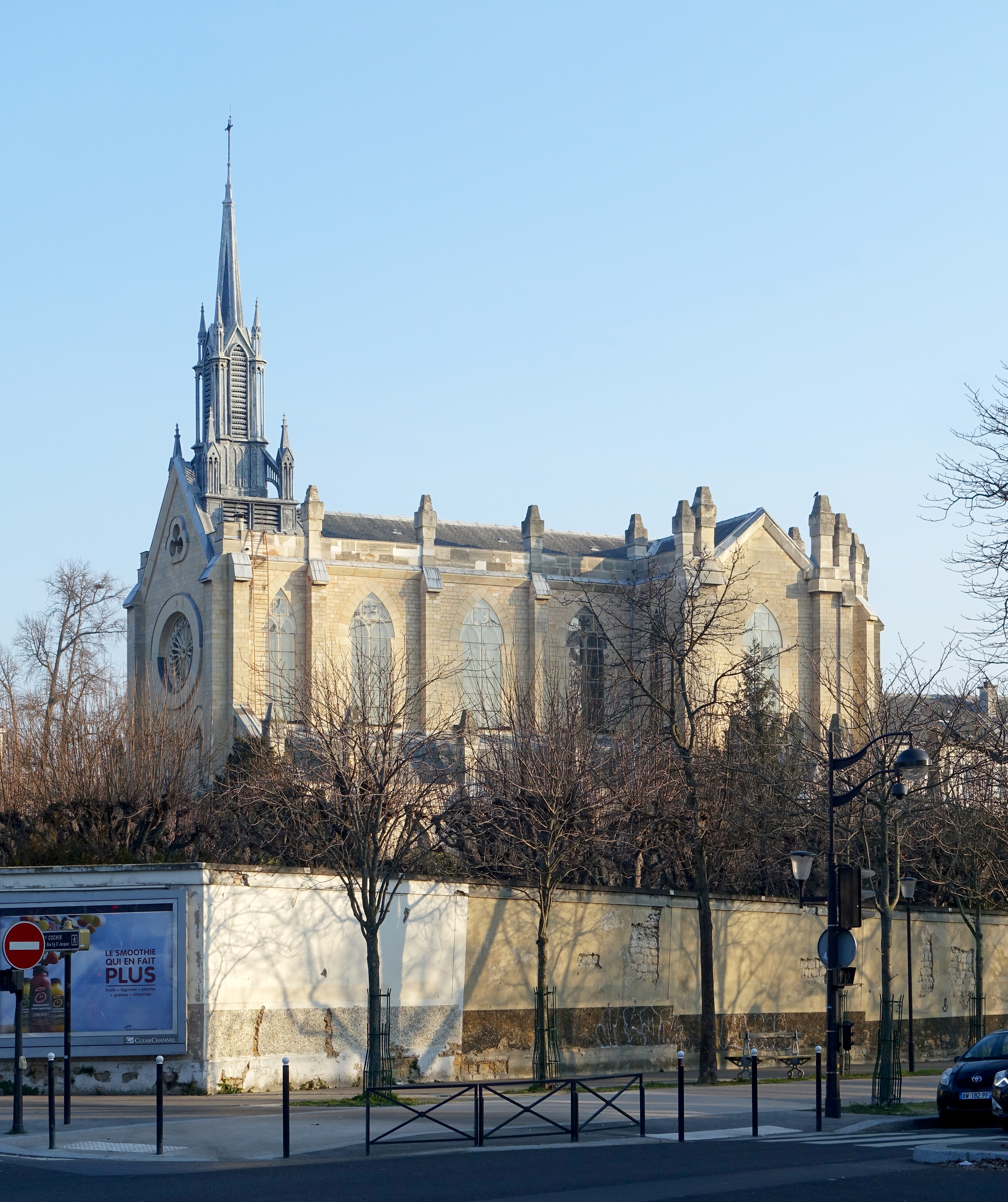
Chapelle du noviciat des sœurs de Saint-Joseph de Cluny.
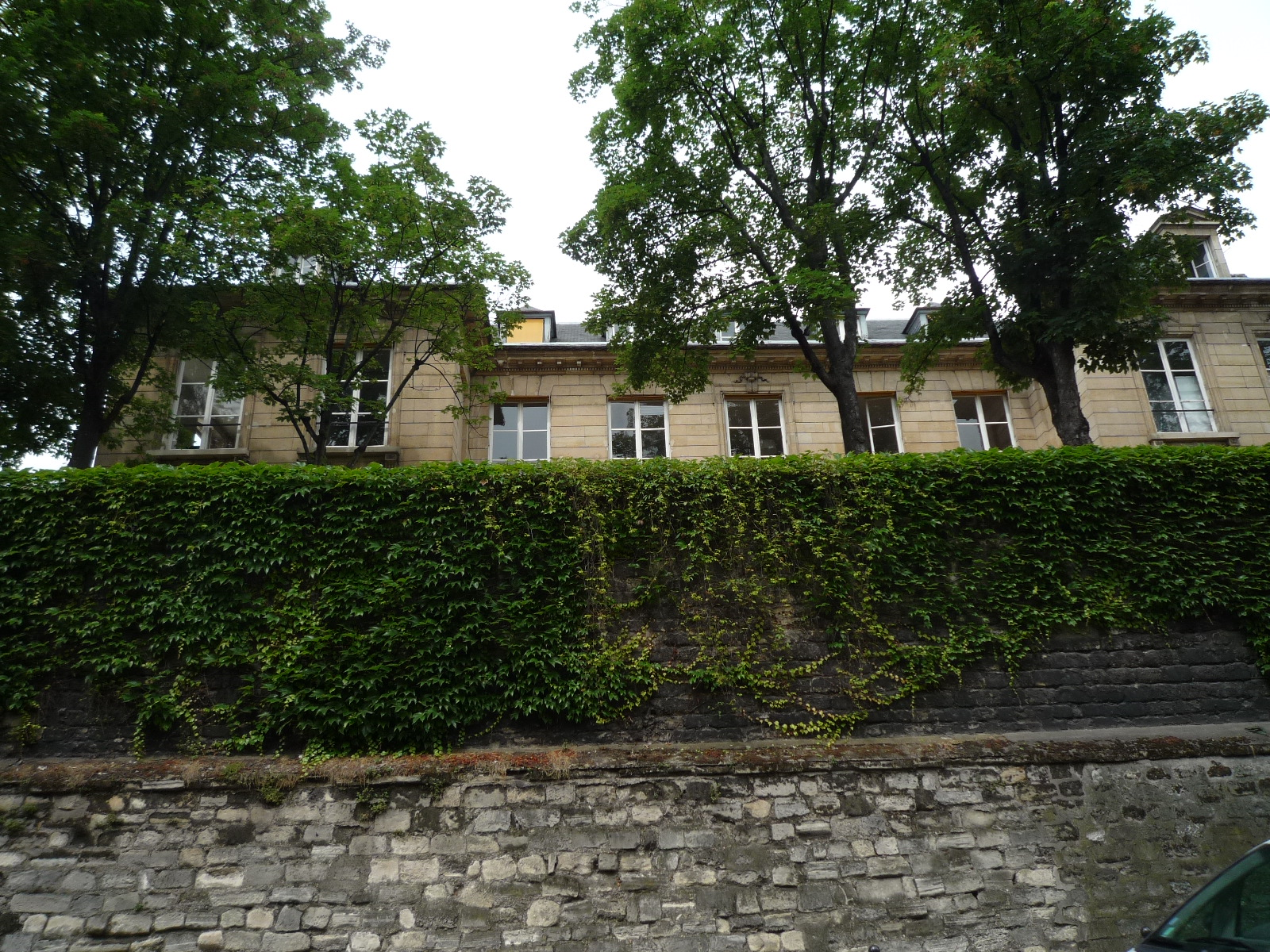
No 38 L'hôtel de Massa depuis la rue du Faubourg-Saint-Jacques.
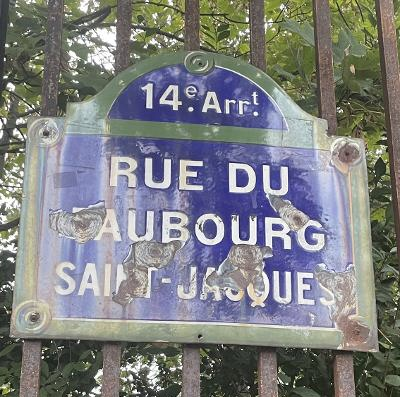
Impacts de balles, traces des combats pour la Libération de Paris.
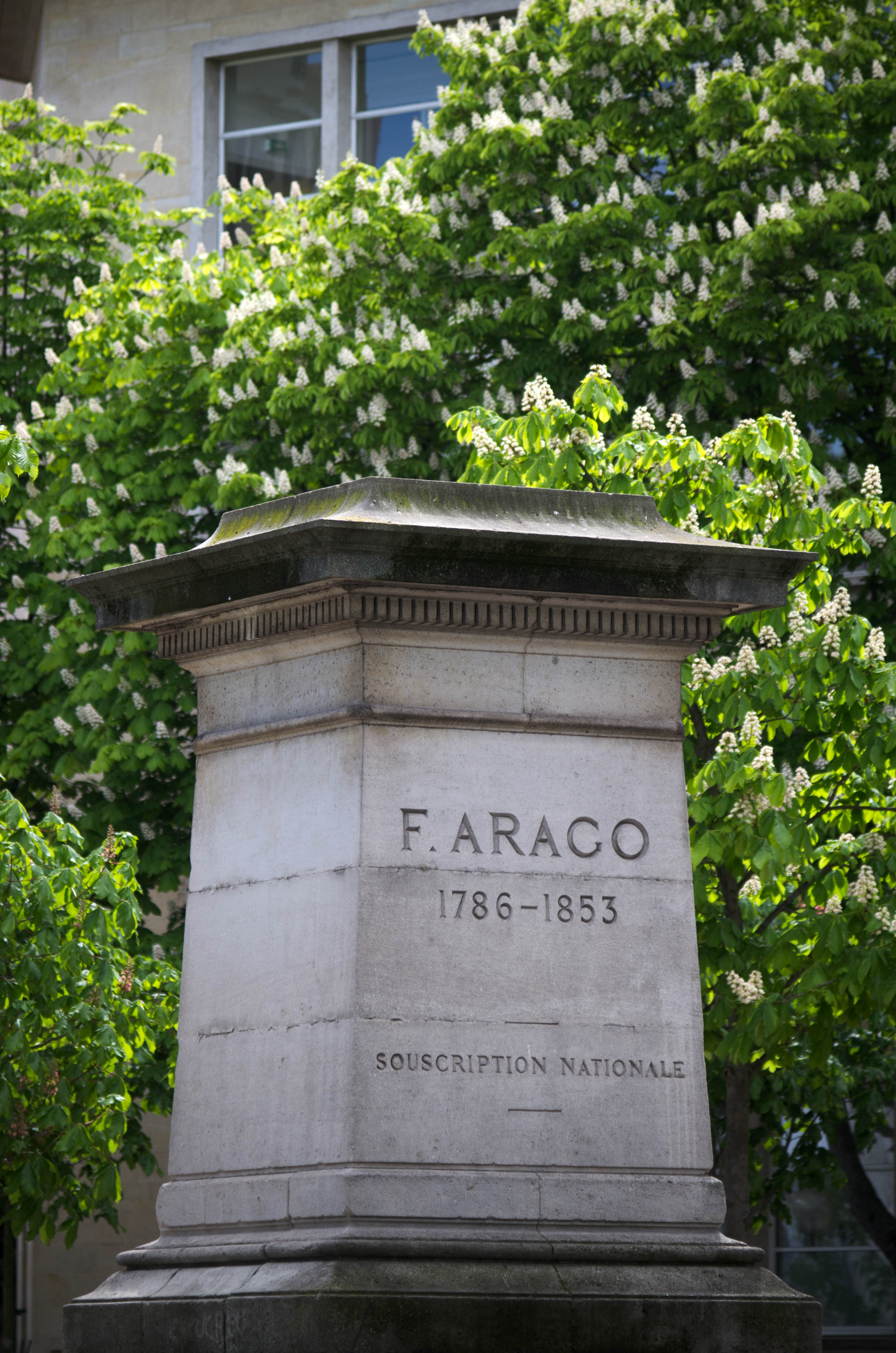
Place de l'Île-de-Sein, socle de la statue (disparue) d'Arago.
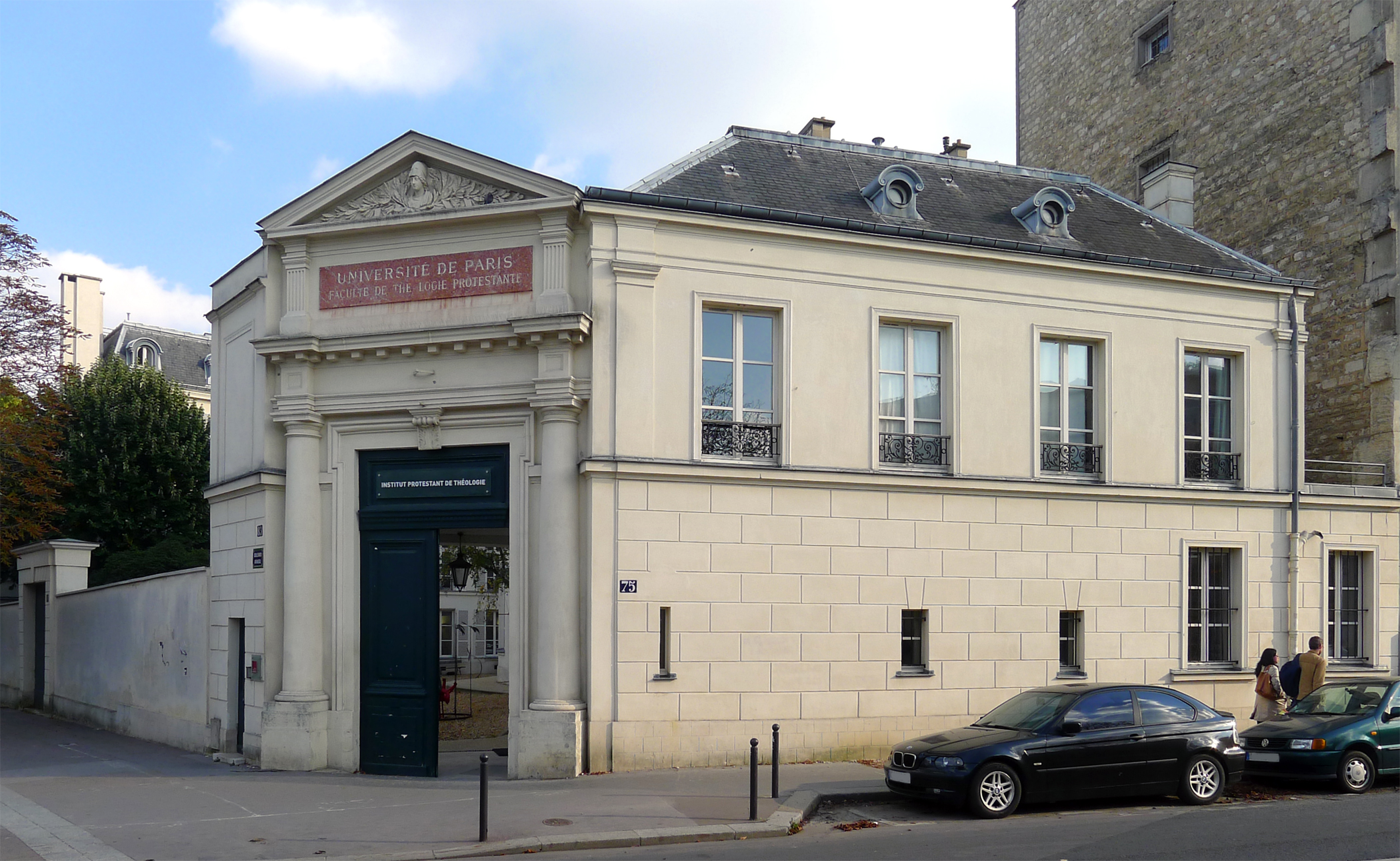
No 75 Faculté de théologie protestante.

## Bâtiments non localisés
- La Corne de Cerf - L'Hermitage-Saint-Claude - Trois-Poissons entre 1580 et 1663[8]
- Fontaine de Jouvence[9]
- Petit-Cerf - Grand-Cerf[10] -  Du Gril[11] - Trois Poissons[12]
- Porte Dorée , titres au nom de François de Saint-André (?-1571), président au Parlement de Paris, fils de Pierre de Saint-André [Note 1]. François est marié à Marie de Guetteville, vicomtesse de Corbeil[13]. et de Tigery[14]; Jean Guesfier, secrétaire de Renée de France (1510-1574) duchesse de Ferrare et consorts (1554); Jean Cajnart, seigneur de Noisilles (1609)[15]
- Image Saint-Claude [16]
- La Croix d'Or -  Les Masures - La Petite Herse[10]
- Les Manvres -[17]